# 皿

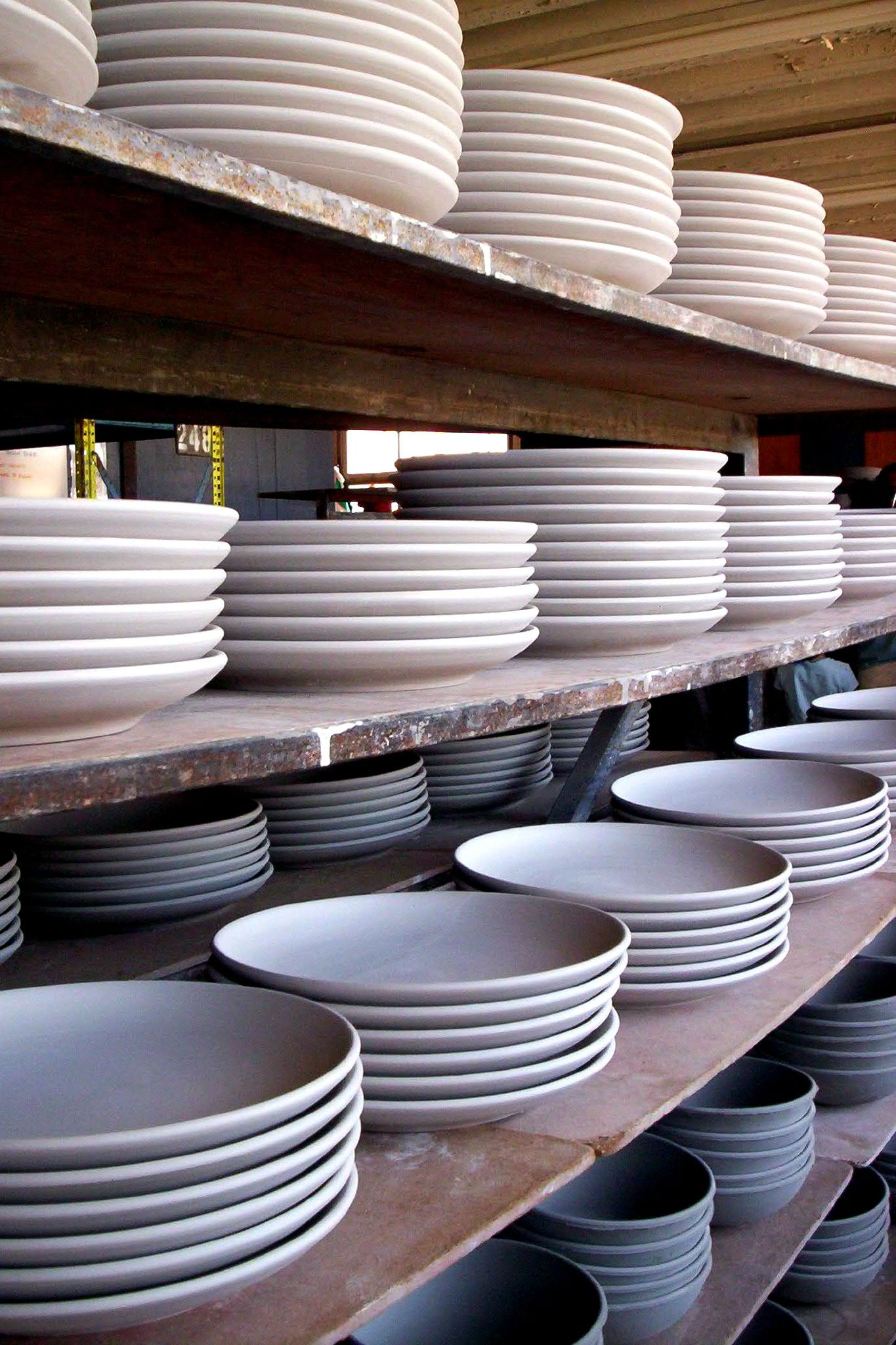
釉薬を塗る前の皿が並んでいる

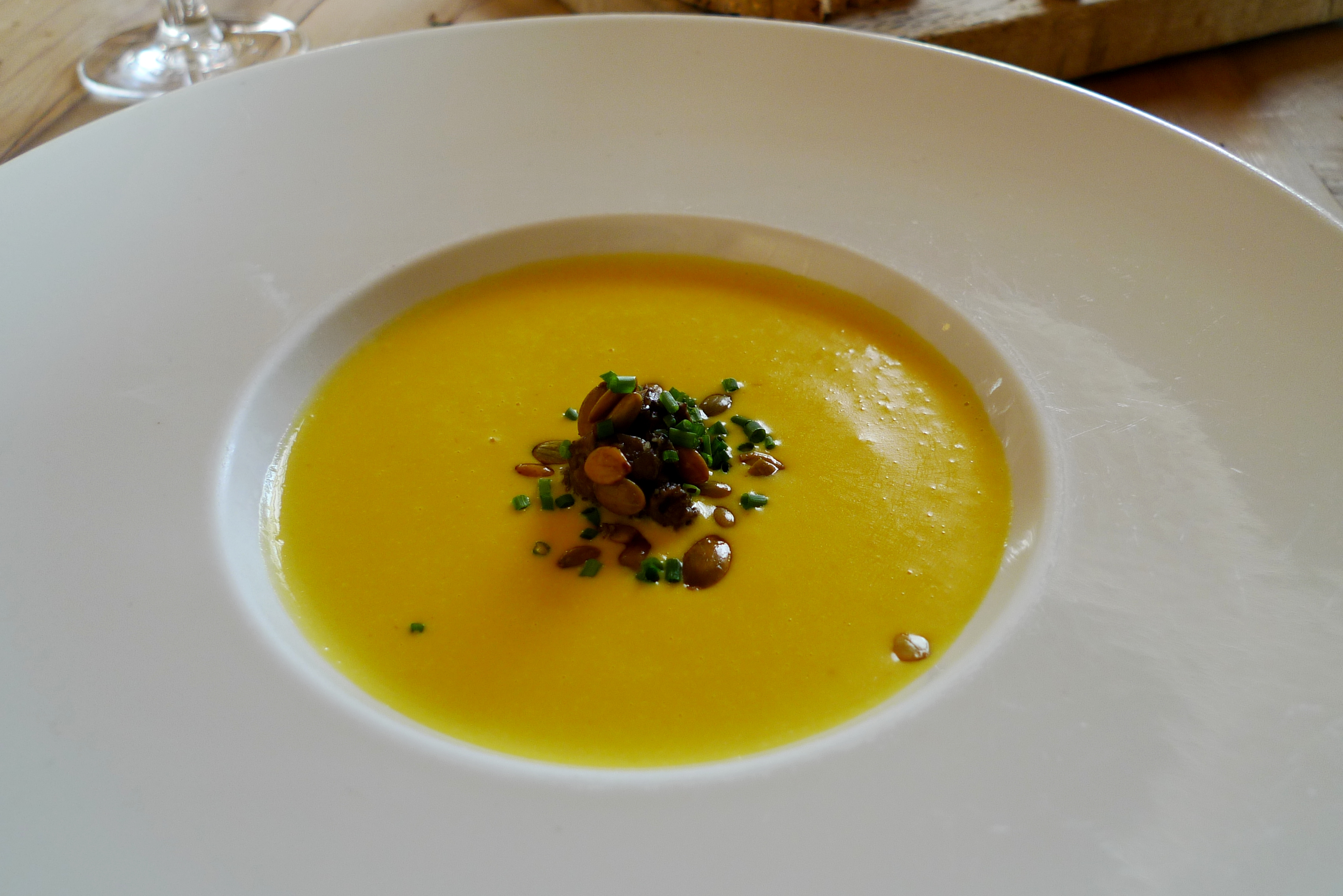
中央がくぼんだ皿

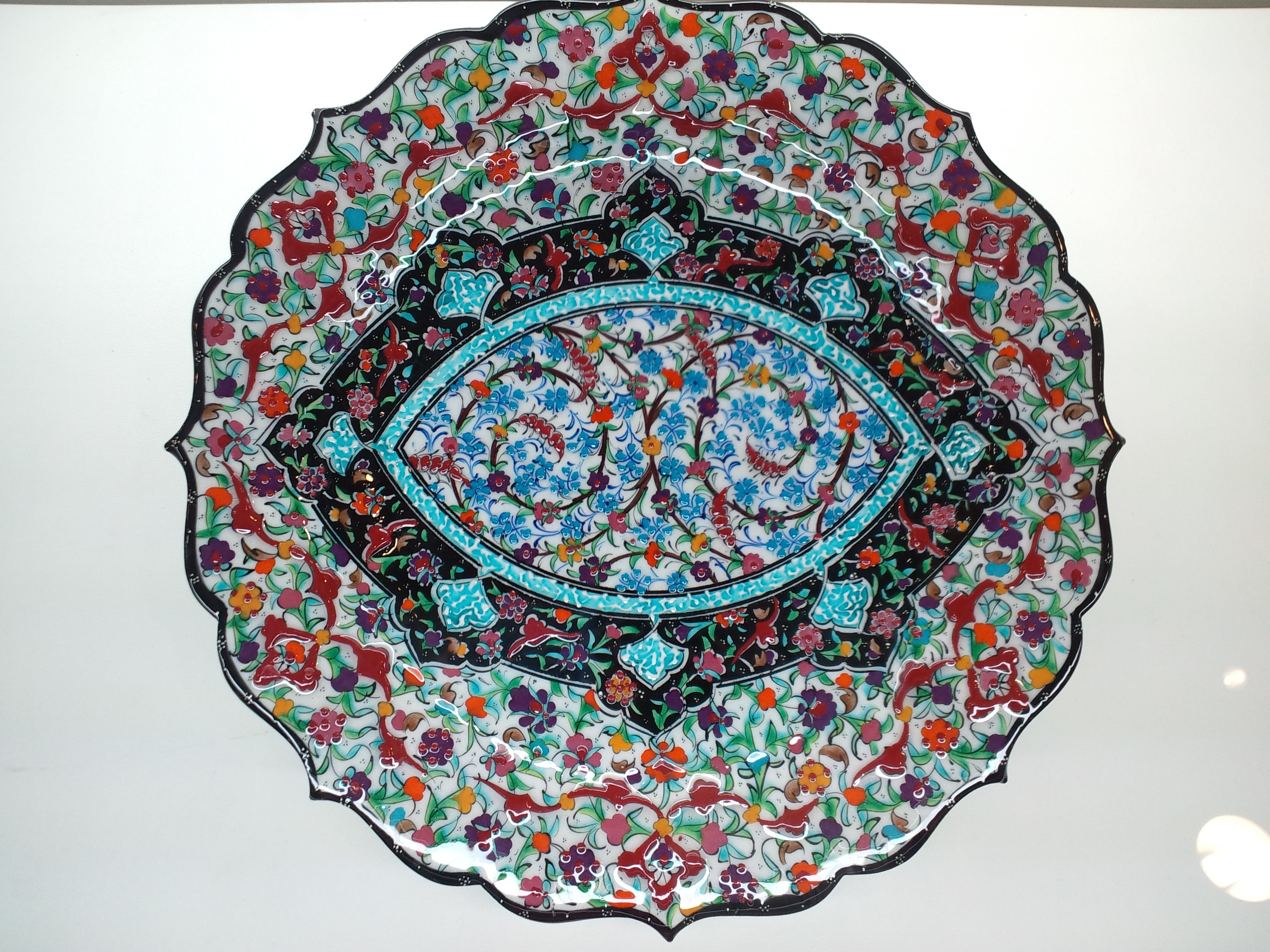
トルコの絵皿（タバック）

皿（さら）とは、浅く平たい形状の容器。一般的には上面が広く開いている食器のうち浅く平たい形状のものを指す。深い形状のものは鉢、中間的な形状のものは皿鉢という。
形としては円形のものが多いが、四角や細長いものなどがあり、いずれも周辺が多少とも上に上がっていて、食品を納めるのに都合よくなっている。

## 食器

### 概要
皿は料理を乗せるものとしてもっとも基本的なものと考えられる。形は様々で、汁気の少ないもののためには浅いものを、汁気の多いもののためには中央のくぼみが比較的深いものを使う。スープのためのスープ皿もある。お椀もいわば特殊な皿である。食器洗いのことを往々にして皿洗いという。
料理を盛り付ける為の比較的大きな「盛り皿」と、自分用にわけて取るための「取り皿」（小皿）とがある。さらに、醤油や薬味などを入れて用いるためのもっと小さい皿（醤油皿や薬味皿など）もある。
また、西洋料理のテーブルセッティングでは客人のテーブルに座るべき位置を示す「位置皿」が置かれる。なお、絵が描かれた皿を「絵皿」ということがある。高級なものは観賞用である。
底は一般的に糸尻と呼ばれるが、高台と呼ぶのが正式である。

### 材質
材質には、通常陶器、磁器、木、ガラス、プラスチック、金属などが使われるが、使い捨てのものでは、発泡スチロール（ポリスチレンペーパーによるもの）や紙製のもの（いわゆる紙皿）もみられ、一般に利用されている。

### 単位としての「皿」
皿に盛って出す料理を「皿」と呼ぶ場合もある。料理の品数の単位として皿を使う場合もある。

## その他の「皿」
また、食器の皿に似た形状のものも「皿」と呼ばれる。例えばはかりの皿、膝の皿など。
- レコード盤や、コンパクトディスク（CD）・DVD・Blu-ray Disc等の円盤状の記録媒体を皿と呼ぶことがある。記録する事を「皿に入れる」「皿を焼く」、再生する事を「皿を回す」等と表現する。
- 中世ヨーロッパでは、固くなったパンを皿状に削った「トレンチャー」が一部で使われていた。これが後に木や金属の皿へ発展していった。
- 砂金の採取などに用いられる側面に一定間隔でくぼみの入った皿を「パンニング皿」という。
- 実験器具として時計皿や蒸発皿がある。また、微生物を培養する際、寒天培地を入れる容器として、ペトリ皿がある。
- 排水孔をもつ植木鉢の受け皿を「鉢受皿」という。
- 塗料に用いる「塗料皿」
- 喫煙に用いる「灰皿」
- 地名にも「皿」が存在する。
- 膝蓋骨の俗称。「膝の皿」。

## 「皿」と文化
- 河童の頭には皿があり、皿が乾くと死ぬと言われている。
- 皿を棒の先で回す芸があり、皿回しという。
- フリスビーという、皿を水平に回転させながら投げる遊びが知られている。また日本でもかわらけ投げという同様な遊びが、厄落としとして古くから行われている。